# Katarzyna Halicka
Katarzyna Halicka (ur. 10 grudnia 1973) – polska inżynierka technologii produkcji, prorektorka Politechniki Białostockiej.

## Życiorys
Katarzyna Halicka w 1997 ukończyła z tytułem magistra inżyniera na Politechnice Białostockiej studia na kierunku automatyka i robotyka. W 2007 na Uniwersytecie Warszawskim uzyskała stopień doktora nauk ekonomicznych w dyscyplinie nauki o zarządzaniu, specjalność: prognozowanie gospodarcze, metody komputerowe i systemy informatyczne, metody sztucznej inteligencji w ekonomii, na podstawie napisanej pod kierunkiem Joanicjusza Nazarki dysertacji Skuteczność prognozowania w zarządzaniu transakcjami na giełdzie energii. W 2017 otrzymała na Politechnice Krakowskiej stopień doktor habilitowanej nauk technicznych w dyscyplinie inżynieria produkcji, specjalność: technologie produkcyjne, przedstawiwszy osiągnięcie naukowe Referencyjna metodyka prospektywnej analizy technologii.
Od 1998 związana zawodowo z Politechniką Białostocką, pełniąc na uczelni szereg funkcji, m.in. prodziekanki i dziekanki (2019–2024) Wydziału Inżynierii Zarządzania. Prorektorka do spraw kształcenia w kadencji 2024–2028.
Jej zainteresowania naukowe obejmują takie zagadnienia jak: metody sztucznej inteligencji w prognozowaniu; polski rynek energii, a w szczególności giełdy energii w Polsce.
Członkini m.in. Komitetu Inżynierii Produkcji Polskiej Akademii Nauk oraz International Society for Manufacturing, Service and Management Engineering.